# Grote paardenspringmuis
De grote paardenspringmuis (Allactaga major)  is een zoogdier uit de familie van de jerboa's (Dipodidae). De wetenschappelijke naam van de soort werd voor het eerst geldig gepubliceerd door Kerr in 1792.